# Gimnastică la Jocurile Olimpice de vară din 1936

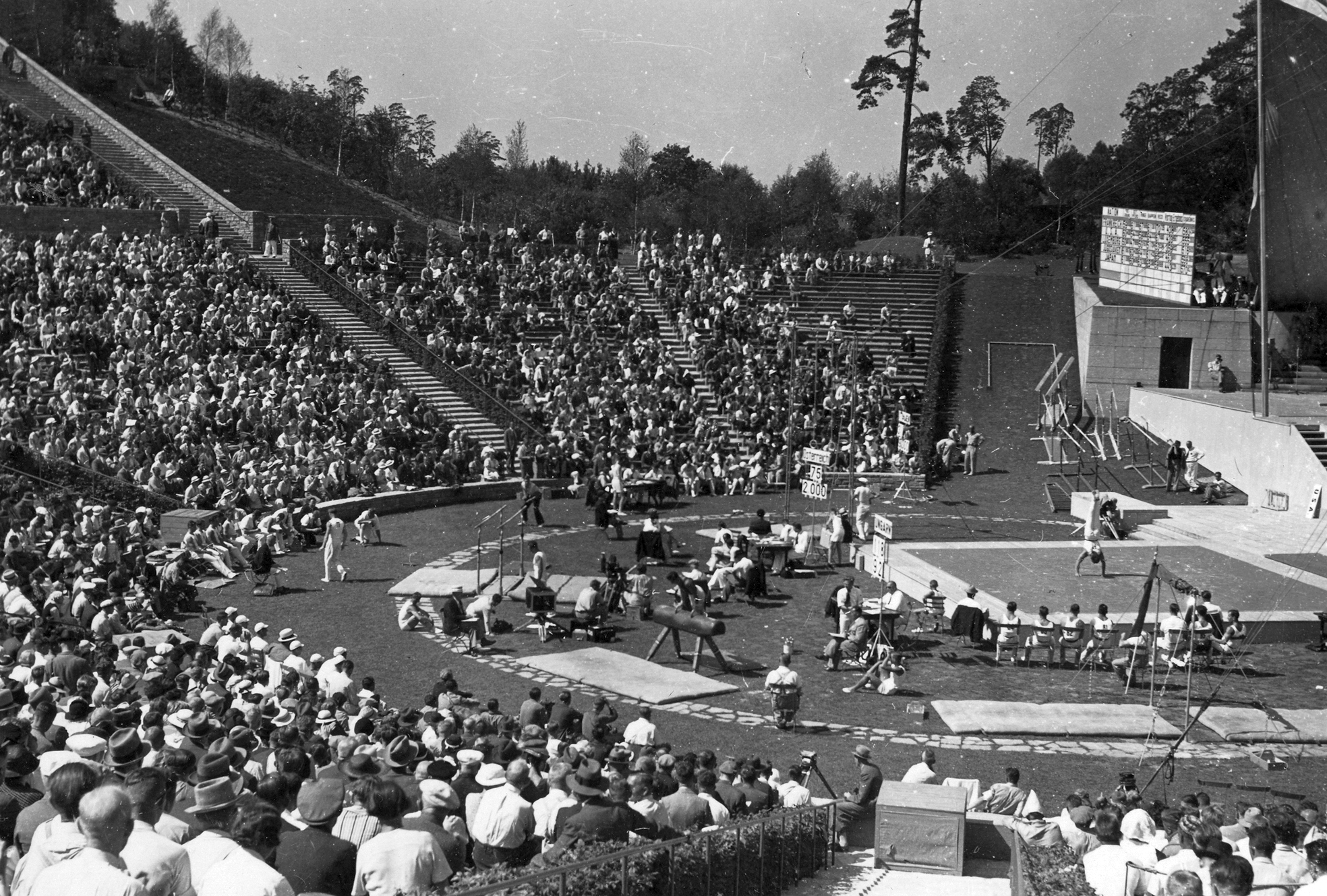
Dietrich-Eckart-Freilichtbühne

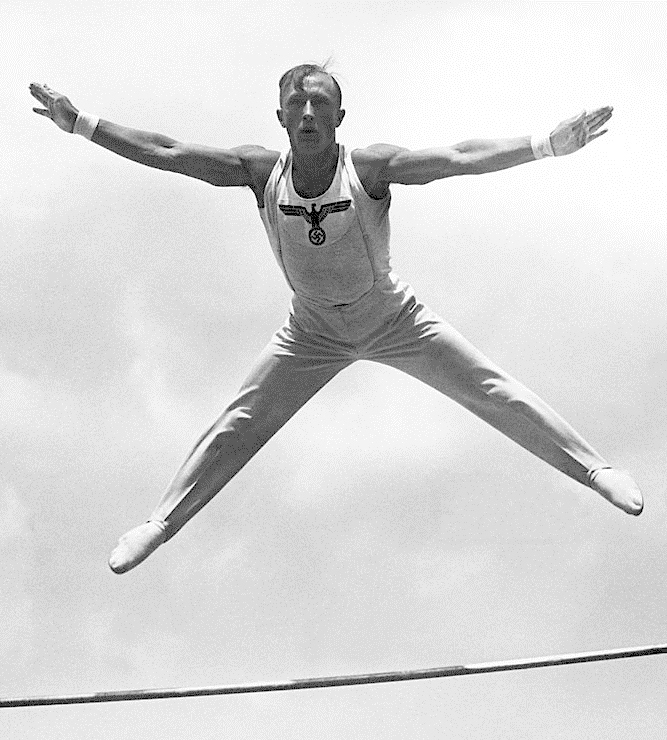
Alfred Schwarzmann a câștigat 5 medalii, dintre care 3 de aur

Probele de gimnastică la Jocurile Olimpice de vară din 1936  s-au desfășurat în perioada 10 - 12 august 1936 la Dietrich-Eckart-Freilichtbühne. Au participat 175 de sportivi din 16 țări.

## Medaliați

### Gimnastică artistică

#### Masculin
| Probă                     | Aur | Argint | Bronz |
| Echipe compus detalii     | Germania (GER) · Franz Beckert · Konrad Frey · Alfred Schwarzmann · Willi Stadel · Inno Stangl · Walter Steffens · Matthias Volz · Ernst Winter | Elveția (SUI) · Walter Bach · Albert Bachmann · Walter Beck · Eugen Mack · Georges Miez · Michael Reusch · Eduard Steinemann · Josef Walter | Finlanda (FIN) · Mauri Nyberg-Noroma · Veikko Pakarinen · Aleksanteri Saarvala · Heikki Savolainen · Esa Seeste · Einari Teräsvirta · Eino Tukiainen · Martti Uosikkinen |
| Individual compus detalii | Alfred Schwarzmann (GER) | Eugen Mack (SUI) | Konrad Frey (GER) |
| Sol detalii               | Georges Miez (SUI) | Josef Walter (SUI) | Konrad Frey (GER) Eugen Mack (SUI) |
| Cal cu mânere detalii     | Konrad Frey (GER) | Eugen Mack (SUI) | Albert Bachmann (SUI) |
| Inele detalii             | Alois Hudec (TCH) | Leon Štukelj (YUG) | Matthias Volz (GER) |
| Sărituri detalii          | Alfred Schwarzmann (GER) | Eugen Mack (SUI) | Matthias Volz (GER) |
| Paralele detalii          | Konrad Frey (GER) | Michael Reusch (SUI) | Alfred Schwarzmann (GER) |
| Bară detalii              | Aleksanteri Saarvala (FIN) | Konrad Frey (GER) | Alfred Schwarzmann (GER) |

#### Feminin
| Probă                 | Aur | Argint | Bronz |
| Echipe compus detalii | Germania (GER) · Anita Bärwirth · Erna Bürger · Isolde Frölian · Friedl Iby · Trudi Meyer · Paula Pöhlsen · Julie Schmitt · Käthe Sohnemann | Cehoslovacia (TCH) · Jaroslava Bajerová · Vlasta Děkanová · Božena Dobešová · Vlasta Foltová · Anna Hřebřinová · Matylda Pálfyová · Zdeňka Veřmiřovská · Marie Větrovská | Ungaria (HUN) · Margit Csillik · Margit Kalocsai · Ilona Madary · Gabriella Mészáros · Margit Nagy · Olga Törös · Judit Tóth · Eszter Voit |

## Clasament pe medalii
| Loc   | Țară         | Aur | Argint | Bronz | Total |
| ----- | ------------ | --- | ------ | ----- | ----- |
| 1     | Germania     | 6   | 1      | 6     | 13    |
| 2     | Elveția      | 1   | 6      | 2     | 9     |
| 3     | Cehoslovacia | 1   | 1      | –     | 2     |
| 4     | Finlanda     | 1   | –      | 1     | 2     |
| 5     | Iugoslavia   | –   | 1      | –     | 1     |
| 6     | Ungaria      | –   | –      | 1     | 1     |
| Total | Total        | 9   | 9      | 10    | 28    |